# Wiener Hausberge
Als Wiener Hausberge versteht man die Raxalpe, den Schneeberg und die Hohe Wand im Süden Niederösterreichs. Diese Berge sind von Wien aus motorisiert in etwa einer Stunde zu erreichen und sind deshalb ein beliebtes Naherholungsgebiet der Wiener.

## Erreichbarkeit
Mit dem Auto sind die Wiener Hausberge über die Südautobahn (A2) zu erreichen. Mit den öffentlichen Verkehrsmitteln zur Raxalpe fährt mit den Zügen der Südbahn bis Payerbach-Reichenau. Weiter mit dem Bus der Retter Linien nach Hirschwang, Hinternaßwald oder aufs Preiner Gscheid. Zum Schneeberg: mit den Zügen der Südbahn bis Wr. Neustadt, mit dem Dieseltriebwagen der Schneebergbahn bis Puchberg und weiter mit der Zahnradbahn auf den Hochschneeberg oder mit den Zügen der Südbahn bis Neunkirchen, mit dem Retter Bus bis Losenheim. Zur Hohen Wand mit den Zügen der Südbahn bis Wr. Neustadt und weiter mit dem Bus des Autobusunternehmens Partsch nach Maiersdorf oder Stollhof.

## Historische Entwicklung
Mit dem Bau der Semmeringbahn wurde diese Landschaft gerne von Ausflüglern besucht. Der Fremdenverkehr setzte erst bei den leichter erreichbaren Bergen Rax und Schneeberg ein, die durch eine Seilbahn und eine Zahnradbahn erschlossen wurden. Bevor der Massentourismus einsetzte, waren es meist Botaniker, Mineralogen, Geographen und Agronomen, die sich aus wissenschaftlichem Interesse auf Wanderschaft begaben und mit ihren Berichten die biedermeierliche städtische Bürgerschaft begeisterten, dessen bisherige Ausflüge sich auf die nähere Umgebung Wiens, wie dem Wiener Wald, beschränkten. Erste schriftliche Vermerke über eine touristische Ersteigung der Hohen Wand stammen aus dem Jahre 1862. Alpine Gesellschaften wurden gegründet und errichteten auf den Hochplateaus ihre Schutzhütten.

## Gegenwärtige Situation
Rax, Schneeberg und Hohe Wand sind immer noch die meistbesuchten Berge der Gutensteiner Alpen und der Rax-Schneeberg-Gruppe, die durch ihre leichte Erreichbarkeit, schöne Aussichtsstellen und viele markierte Wanderwege sehr gut erschlossen sind. Hingegen werden andere Berge, wie die Dürre Wand, oder die Schneealpe seltener bestiegen.